# The Bard's Tale III: Thief of Fate
The Bard's Tale III: Thief of Fate (o Bard's Tale III: The Thief of Fate sulle schermate Apple e C64) è un videogioco di ruolo fantasy, terzo della serie di The Bard's Tale, pubblicato a partire dal 1988 per i computer Amiga, Apple II, Commodore 64 e MS-DOS dalla Electronic Arts. In Giappone fu pubblicato per PC-98 dalla Pony Canyon.
Le meccaniche generali del gioco si discostano poco dai predecessori. Rispetto a Bard's Tale II, i miglioramenti sono principalmente nell'aspetto grafico, ma ci sono alcune novità; la più rilevante è una funzione di auto-mappa, che traccia visivamente i luoghi esplorati, cosa che tradizionalmente in questo genere di giochi andava fatta dal giocatore con carta e matita.
Bard's Tale III viene spesso considerato il primo videogioco in assoluto con questa funzionalità.
Una conversione per Apple IIGS fu sviluppata, ma mai pubblicata.
Esiste una conversione amatoriale non ufficiale per Commodore Plus/4.
Insieme ai due predecessori, The Bard's Tale III è disponibile per varie piattaforme più moderne nella raccolta The Bard's Tale Trilogy del 2018, che contiene sia versioni rimasterizzate, sia emulazioni degli originali.

## Trama
Il gruppo di avventurieri protagonista si trova nei pressi della città in rovina di Skara Brae, recentemente distrutta e invasa da mostri per mano del dio folle Tarjan (divinità alla quale obbediva Mangar, il cattivo del primo Bard's Tale, ambientato a Skara Brae), che ora minaccia le altre città. Quel che resta della vita a Skara Brae è ormai ridotto a un campo di profughi situato nella vicina campagna.
Il primo compito del gruppo è raggiungere, tra le rovine, il sotterraneo del tempio di Tarjan, e uccidere un suo seguace. Poi riceveranno istruzioni da un personaggio non giocante anziano, sopravvissuto nella città, per affrontare il grosso dell'avventura. Avranno bisogno dei poteri di un "cronomante" per spostarsi in varie dimensioni parallele.
Oltre all'area iniziale attorno a Skara Brae, il gruppo deve spostarsi in altri sette mondi, che comprendono varie dimensioni (glaciali, infuocate, arboree, meccaniche...), ognuna con differenti tipi di abitanti. Uno dei mondi più strani sembra un incrocio tra la Germania nazista e l'antichità, e vi si incontrano anche alcuni personaggi di Wasteland (gioco dello stesso produttore). In ogni dimensione il gruppo deve recuperare un certo oggetto. Nell'ultimo mondo si arriva allo scontro finale con Tarjan in persona.

## Modalità di gioco
Si comanda una squadra di fino a sette personaggi, con la possibilità di usare quella predefinita o di creare ciascun personaggio nello stile dei classici giochi di ruolo. I personaggi possono essere di diverse razze e hanno cinque caratteristiche, con valori determinati casualmente, ma ritentabili se il giocatore non è soddisfatto: forza (determina principalmente il danno in combattimento), intelligenza (quantità di punti magici), destrezza (iniziativa nel combattimento), costituzione (punti ferita), fortuna. Per la prima volta nella serie si possono creare anche personaggi femminili, con ritratti differenti, ma senza alcun effetto pratico.
Le classi dei personaggi sono 13, di cui 8 disponibili inizialmente e 5 di tipo magico ottenibili più avanti. Tra le classi iniziali ci sono due tipi di maghi e quattro di combattenti.
Una classe importante è il bardo, le cui canzoni hanno effetti simili alle magie; inizialmente conosce anche più canzoni diverse rispetto alle magie dei maghi, ma con l'aumentare del livello le canzoni crescono poco in varietà, mentre ne aumenta la quantità utilizzabile prima di ripristinare le energie (cosa che per i bardi avviene bevendo alle taverne).
Il ladro (rogue) ha nuovi importanti compiti; oltre a disattivare trappole e identificare oggetti, può infliggere colpi critici. Nascondendosi nell'ombra, un ladro può allontanarsi dal gruppo e ricomparire alle spalle del nemico per effettuare un colpo vantaggioso. In generale a ogni salto in un'altra dimensione si presenteranno problemi risolvibili solo dai ladri.
Due classi del tutto nuove rispetto a Bard's Tale II sono i geomanti (geomancer), combattenti che divengono maghi, e i cronomanti (chronomancer), necessari per i viaggi interdimensionali.
È possibile importare personaggi usati nei precedenti giochi di Bard's Tale e anche da alcuni titoli delle serie Ultima e Wizardry (la funzione può non essere disponibile in tutti i modelli di computer).
Il gioco inizia dal campo profughi, che è anche il luogo dove si creano e salvano personaggi e gruppi. Nei pressi si trova la taverna di Scrapwood, dove è possibile rifocillarsi e sentire notizie. Dentro la città in rovina è rimasto attivo il Review Board, gestito da un misterioso sopravvissuto, dove si possono ottenere gli avanzamenti di livello (in base ai punti esperienza) e altre informazioni.
La schermata di gioco è strutturata come nei giochi precedenti della serie, con la lista dei personaggi fissa in basso, assieme alle loro statistiche principali. Sopra, a sinistra si trova una finestra grafica con la visuale tridimensionale fissa dei dintorni, oppure con il ritratto animato del mostro o personaggio attualmente inquadrato. A destra c'è l'area destinata ai messaggi e ai menù di testo (in inglese; solo la versione PC-98 venne localizzata in giapponese).
Il gruppo si sposta sullo scenario con il consueto sistema di un "passo" – una casella sulla mappa. Quando ci si trova su un territorio aperto lo scenario non ha bordi ma è continuo, ad esempio spostandosi all'estremo nord ci si ritrova all'estremo sud. L'area iniziale intorno a Skara Brae ha un'ampiezza di 20x20 caselle. Si dovrà poi viaggiare negli scenari delle altre dimensioni ed entrare in numerosi dungeon, che hanno proprie aree separate. Le dimensioni dei dungeon variano molto, i più piccoli fino a 5x5 caselle. I salti interdimensionali richiedono, oltre a luoghi di accesso e incantesimi dei cronomanti, la consultazione di una speciale ruota di cartone allegata al gioco, che fungeva da protezione dalla pirateria.
La funzione di auto-mappa permette di visualizzare su schermo la mappa del dungeon attuale, che si rivela e si completa automaticamente man mano che il luogo viene esplorato. Quando ci si trova in superficie viene invece descritta a parole la posizione relativa di un punto chiave. La mappa compare a richiesta al posto dell'area messaggi.
Il sistema di combattimento, come molti altri elementi, è lo stesso di Bard's Tale II.
Gli incontri casuali con mostri e nemici vari avvengono con regolarità. Si hanno le opzioni di combattere o tentare la fuga, o a volte anche di provare a passare oltre. In combattimento si seleziona l'azione da compiere per ogni personaggio a ogni turno. L'ordine di marcia dei personaggi è regolabile, e solo i primi quattro sono coinvolti nel combattimento in corpo a corpo.
Si ritrovano tutti i miglioramenti di Bard's Tale II, in particolare la possibilità di invocare mostri e farli entrare nella propria squadra.
Complessivamente il gioco include 80 sistemi di dungeon, 100 incantesimi e 500 nuovi mostri.
Rispetto ai primi due Bard's Tale, per progredire nel gioco viene posta più enfasi sull'aspetto logico-deduttivo piuttosto che sull'uso della forza bruta; in generale il numero di scontri con nemici è decisamente diminuito.

## Sviluppo
The Bard's Tale III fu sviluppato dalla Interplay Productions, autrice anche dei titoli precedenti, con William Heineman alla guida della programmazione. All'epoca dell'uscita era il gioco di ruolo dell'azienda più ricco di contenuti.
Era già iniziato anche il lavoro su un quarto gioco della serie, sempre programmato da Heineman, con un'ambientazione dove la magia è fuorilegge. Tuttavia in quel periodo la Interplay si stava evolvendo, da puro sviluppatore a editore di videogiochi. La proprietà intellettuale dei marchi delle serie di Bard's Tale e di Wasteland appartenevano alla precedente editrice Electronic Arts, che pretese l'esclusiva della distribuzione per consentire l'uscita di Bard's Tale IV o Wasteland 2, ma la Interplay rifiutò. Questo portò anche al suo abbandono della produzione di ulteriori conversioni di Bard's Tale III (come quella rimasta inedita per Apple IIGS).
Alla fine come titolo successivo uscì soltanto The Bard's Tale Construction Set, basato sul programma di Bard's Tale III, ma la Electronic Arts aveva perso interesse nel continuare la serie.

## Accoglienza
The Bard's Tale III riuscì a replicare il successo dei precedenti giochi della serie. Superò in termini di vendite e di popolarità a lungo termine perfino Wasteland della stessa Interplay, che era stato realizzato con un budget ben più ampio. Secondo Heineman, i guadagni ottenuti con Bard's Tale III e Wasteland permisero alla Interplay di iniziare ad autofinanziarsi e diventare anche un editore.
I giudizi su The Bard's Tale III della stampa di settore dei suoi tempi furono di solito molto buoni, soprattutto nelle versioni Apple II e Commodore 64, in media un po' più bassi su Amiga e DOS, ma comunque quasi sempre positivi.